# Houston Galleria
Le Houston Galleria est un centre commercial de Houston, au Texas (États-Unis). C'est le plus grand de l'État et le septième du pays.

## Magasins
Le centre dispose de 375 commerces dont:
- Grands magasins
  - Macy's (Galleria IV)
  - Macy's (Galleria III)
  - Neiman Marcus
  - Nordstrom
  - Saks Fifth Avenue

- Boutiques
  - Une petite liste de certaines boutiques au Galleria:

| - Anne Fontaine - Baccarat - Barneys New York Co-Op - Bailey Banks & Biddle - Bally of Switzerland - Betsey Johnson - Billy Reid - Bottega Veneta - Brooks Brothers - Burberry - CH Carolina Herrera - Cartier - Chanel - Christofle - Coach - Cole Haan - David Yurman - De Beers | - Dior - Ed Hardy - Emporio Armani - Fendi - Giorgio Armani - Gucci - Intimacy - Jimmy Choo - Juicy Couture - Kate Spade - Kenneth Cole - Lacoste - Lalique - Louis Vuitton - Max Mara - Michael Kors | - M Missoni - Mont Blanc - Movado - Ralph Lauren - Salvatore Ferragamo - St. John - Stuart Weitzman chausseur - Tiffany & Co. - Tory Burch - True Religion - Versace - Wolford collants, chaussettes - Yves Saint Laurent - Zara |